# New Year Honours
I New Year Honours sono una serie di onorificenze, parte del sistema onorifico del Regno Unito, concesse il primo giorno dell'anno, il 1º gennaio, con la concessione di ordini cavallereschi, titoli nobiliari e altre onorificenze. Anche diversi altri reami del Commonwealth concedono onorificenze il 1º gennaio per commemorare la ricorrenza del nuovo anno.
Le onorificenze sono concesse da o in vece del monarca regnante, attualmente il re Carlo III, o tramite il suo viceré rappresentante. Le onorificenze sono pubblicate in supplemento alla London Gazette.
La prima concessione dei New Year Honours fu nel 1890, anno in cui la lista venne pubblicata per la prima volta sulla London Gazette il 2 gennaio. Le liste non vennero ripubblicate sino al 1902, in occasione del compleanno del re, ma nel gennaio del 1903 la tradizione venne ripresa, includendovi dal 1909 anche le concessioni del mondo indiano. Le onorificenze del 1º gennaio non vennero concesse nel 1940 a causa dello scoppio della Seconda Guerra Mondiale nel settembre del 1939.